# NGC 6244
NGC 6244 ist eine 13,5 mag helle Balkenspiralgalaxie vom Hubble-Typ SBa im Sternbild Drache am Nordsternhimmel. Sie ist schätzungsweise 204 Millionen Lichtjahre von der Milchstraße entfernt und hat einen Scheibendurchmesser von etwa 95.000 Lj.
Das Objekt wurde am 28. Juni 1886 von Lewis A. Swift entdeckt.